# Котинга панамська
Котинга панамська (Cotinga ridgwayi) — вид горобцеподібних птахів родини котингових (Cotingidae).

## Поширення
Вид поширений у Коста-Риці і у Західній Панамі. Птах зустрічається у дощових лісах та кавових плантаціях у рівнинних та горбистих районах.